# Discherodontus
Discherodontus es un género de peces de la familia Cyprinidae y de la orden de los Cypriniformes. Se encuentra en el Sudoeste Asiático. 

## Especies
- Discherodontus ashmeadi (Fowler, 1937)
- Discherodontus halei (Duncker, 1904)
- Discherodontus parvus (H. W. Wu & R. D. Lin, 1977)
- Discherodontus schroederi (H. M. Smith, 1945)

- Datos: Q3764423
- Especies: Discherodontus